# 血縁
血縁（けつえん）とは、共通の祖先を有している関係、あるいは有しているものと信じられている関係を指す。
中世以前の社会や、開発途上国では、社会で重要な位置を占める。子供・老人・病人・障害者がいる場合にも、国家に福祉政策の観点がないからである。必要性から、このような社会では血縁を拡大解釈し、濃密な関係を維持しようとする（大家族主義）が、先進国（特に新中間層の核家族生活者）では必要性が少なく、プライバシーに干渉されることを嫌う傾向が強いため、縮小解釈して淡白な関係に留めようとする。

## 血縁と地縁
日本においては、中世武家社会の成立とともに血縁よりも地縁を優先するような社会が形成された。氏族の名は、血縁関係を意味する「姓」ではなく、多くは地名に由来する「苗字」を通称するようになり、地縁の中心として村々には鎮守が設けられ、各地で祭典がおこなわれるようになっていった。「遠い親戚よりも近くの他人」の言葉もあり、日本は世界的にみれば地縁的要素の濃厚な社会といえる。

## ゴートラとジャーティ
ゴートラ（系族）とは、インドのバラモン（ブラーフマナ）の氏族の総称であり、伝説的始祖を同一とする血縁集団のことである。ゴートラ名は一般に、その人の家族からさかのぼれる父系一族のうち最も古い祖先と考えられる聖仙（リシ）の名のことが多いが、祖先から伝わる職業名や居住村名の場合もある。ゴートラ・リシは本来7であったというが、後世に増加した。たとえば、アトリを祖とするバラモンの家系の場合は、アートレーヤ（アトリの末裔）の氏族名を称することとなる。いっぽう、カーストの基本をなす社会集団としてジャーティがあり、これは同一ジャーティ内で婚姻関係を結ぶことが伝承されてきた。したがって、インドのバラモン社会においては「ゴートラ外婚、ジャーティ内婚」が不文律となっている。

## イスラム教
クルアーンにおける第80番目の章「眉をひそめて」33節から42節では天地終末の日の光景が描かれているが、このような状況下では親兄弟や夫婦などの血縁関係は役にも立たないと述べている。イスラム教が成立した当時のアラブ社会では血縁が社会を構成する原理であり行動や考え方の根本であったが、イスラーム共同体では唯一の神に対する共通の信仰が血縁に代わる新たな社会原理となった。